# Bonaventura Bassegoda i Amigó
Bonaventura Bassegoda i Amigó (16. května 1862, Barcelona – 29. listopadu 1940) byl katalánský spisovatel a architekt. Byl také otec architektů Bonaventury Bassegody i Musté (1896–1987) a Pere-Jordiho Bassegody i Musté (1892–1988). Byl členem druhé generace rodu Bassegoda, v Barceloně usazené stavitelské rodiny z vesnice Bassegoda.

## Životopis
Byl členem Akademie výtvarných umění (1922) a Reial Acadèmia Catalana de Belles Arts de Sant Jordi a editorem La Renaixença, La Ilustració Catalana a L'Avenç, a spolupracoval od roku 1905 s Diario de Barcelona, potom La Vanguardia.
Jako architekt se podílel na reformním plánu Barcelony. Jeho nejreprezentativnější díla jsou casa Rocamora (mezi Paseo de Gracia a Carrer de Caspe) casa Berenguer (Calle de la Diputación) a Casino Masnou, casa Malagrida Olot a škola Fossas Igualada Garcia (1937).

## Dílo
knihy
- Viva l'avi! (1885)
- Pluja d'estiu (1886)
- Mero (1887)
- Joc de cartes (1887),
- Quaranta graus al sol (1886)

budovy

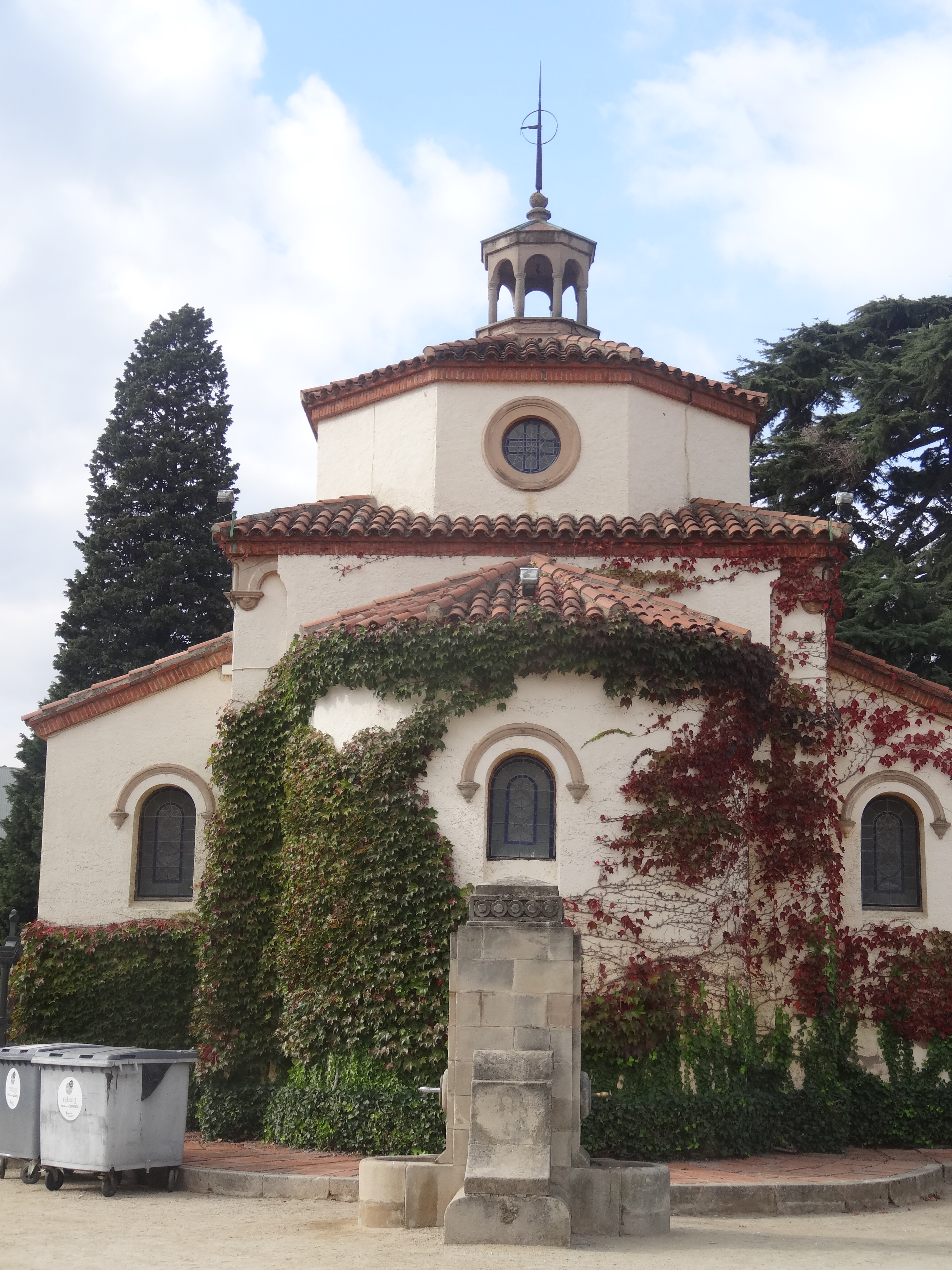
Cementiri Vell d'Igualada
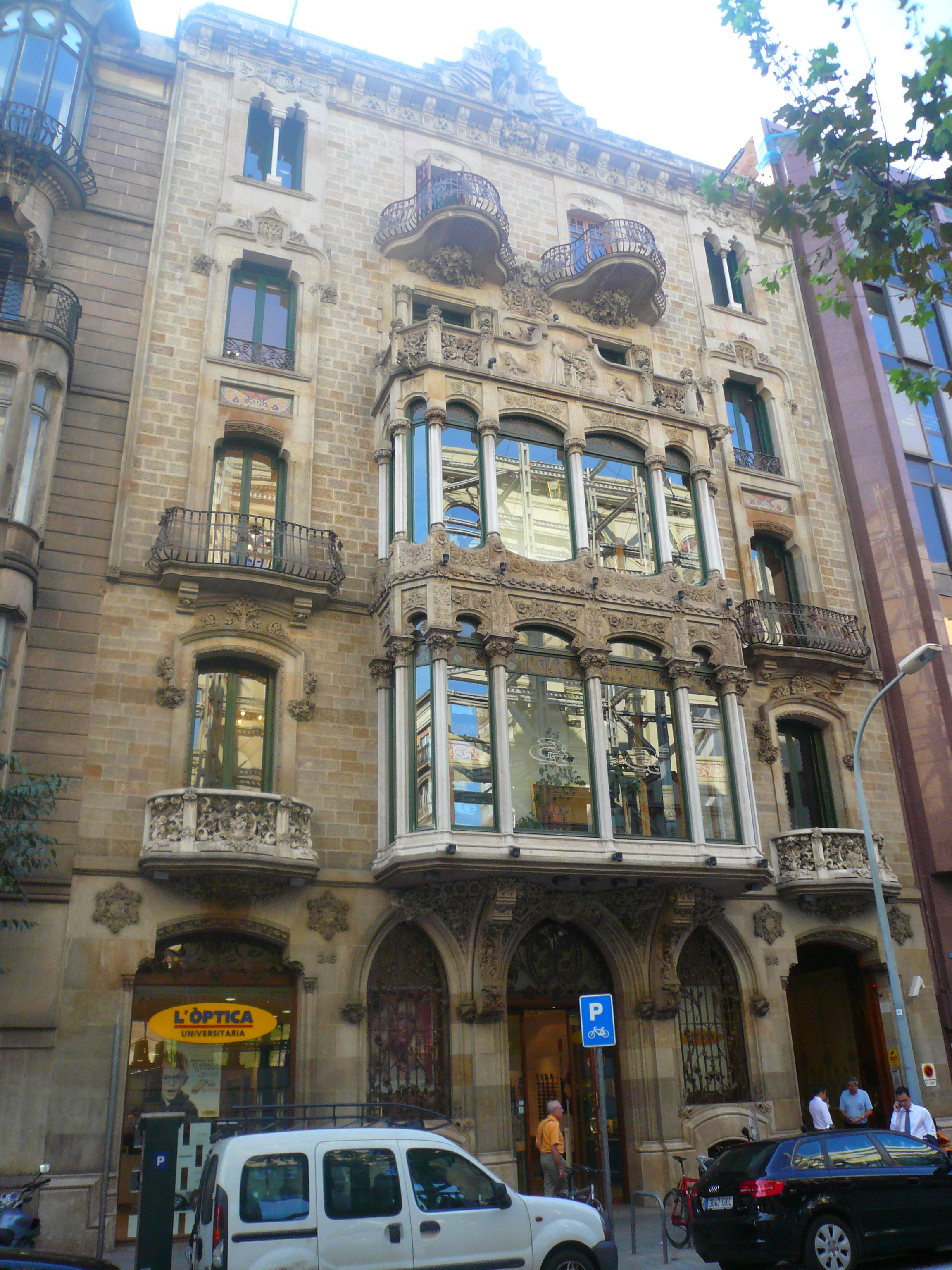
Casa Berenguer
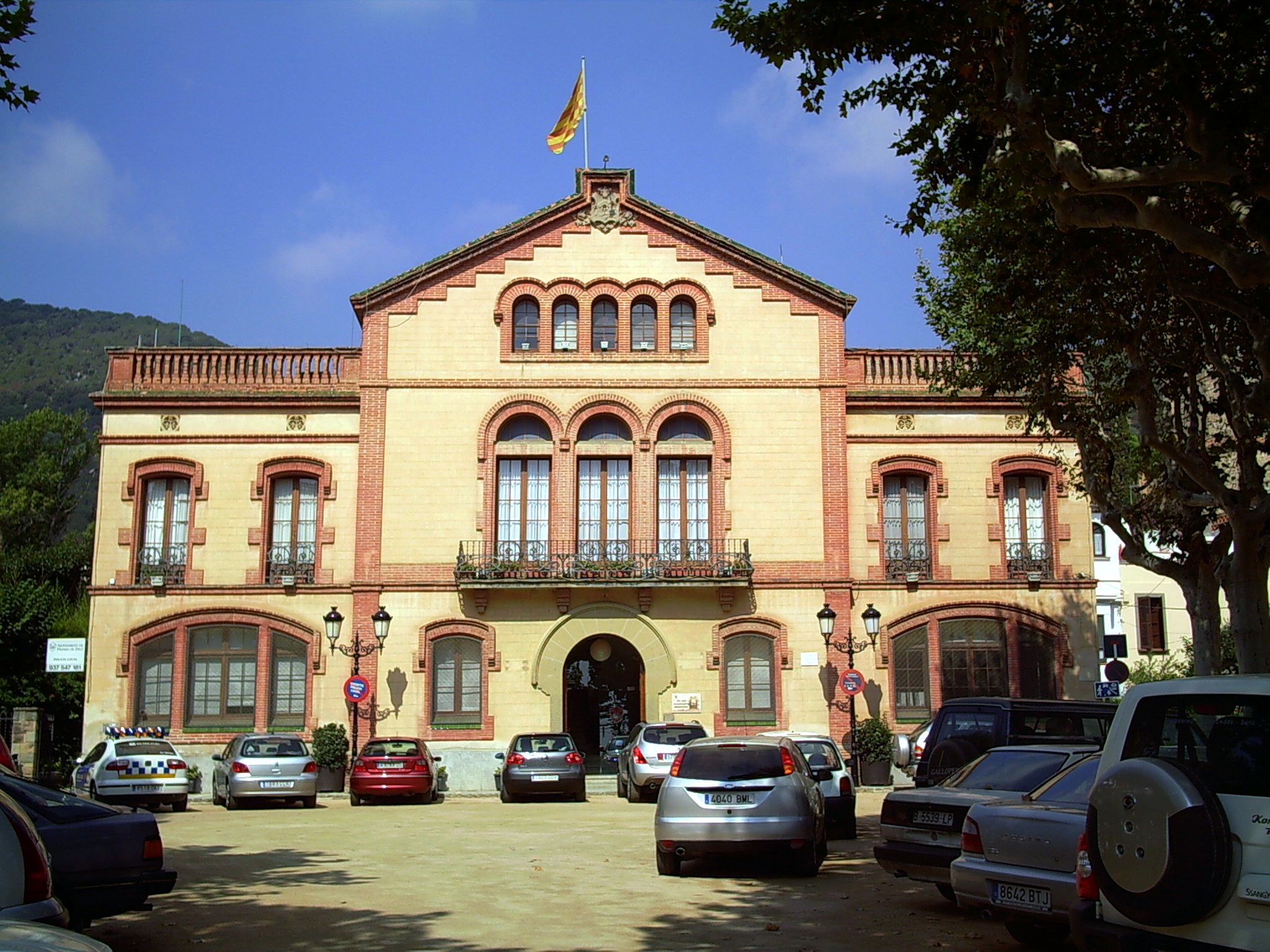
Ajuntament de Premià de Dalt
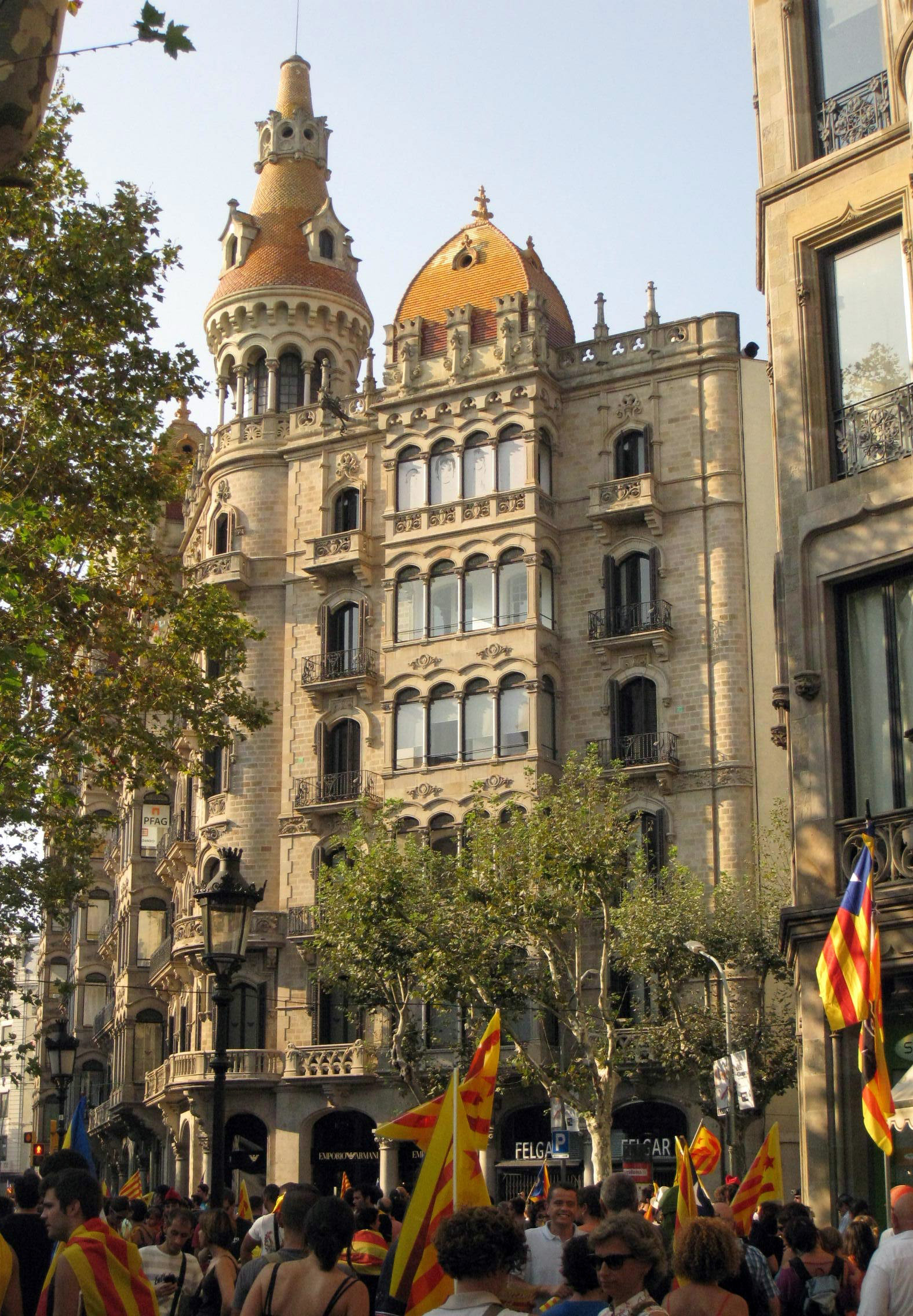
Cases Rocamora